# Ornipholidotos onitshae
Ornipholidotos onitshae är en fjärilsart som beskrevs av Henry Stempffer 1962. Ornipholidotos onitshae ingår i släktet Ornipholidotos och familjen juvelvingar. Inga underarter finns listade i Catalogue of Life.